# Barygenys
Genre
Barygenys est un genre  d'amphibiens de la famille des Microhylidae.

## Répartition
Les 9 espèces de ce genre se rencontrent sur les hauts plateaux de Papouasie-Nouvelle-Guinée et dans l'archipel des Louisiades.
Leur présence est incertaine en Nouvelle-Guinée occidentale.

## Liste des espèces
Selon Amphibian Species of the World (19 juin 2014) :
- Barygenys apodasta Kraus, 2013
- Barygenys atra (Günther, 1896)
- Barygenys cheesmanae Parker, 1936
- Barygenys exsul Zweifel, 1963
- Barygenys flavigularis Zweifel, 1972
- Barygenys maculata Menzies & Tyler, 1977
- Barygenys nana Zweifel, 1972
- Barygenys parvula Zweifel, 1981
- Barygenys resima Kraus, 2013

## Publication originale
- Parker, 1936 : A collection of reptiles and amphibians from the mountains of British New Guinea. Annals and Magazine of Natural History, sér. 10, vol. 17, p. 66–93.